# ヘンリー・ローレンス (アメリカンフットボール)
ヘンリー・ローレンス（Henry Lawrence 1951年6月29日- ）はペンシルベニア州ダンビル出身の元アメリカンフットボール選手。ポジションはオフェンシブタックル。ニックネームはKiller。
6人兄弟の3人目として生まれた。その後一家はフロリダ州に移り彼はそこで成長した。高校時代彼はタイトエンド、ディフェンシブエンド、ワイドレシーバーなどで起用されたがフロリダ農工大学の3年次にタックルにコンバートされた。
1974年のNFLドラフトでオークランド・レイダース（1982年よりロサンゼルス・レイダース）に指名されて入団、1986年までの13シーズンをレイダース一筋で過ごした。プロ入り4年目の1977年から先発右タックルに定着し第11回、第15回、第18回スーパーボウルでも先発出場している。
彼の現役時代にはレイダースのオフェンスラインにはプロフットボール殿堂入りを果たすジム・オットー、ジーン・アップショー、アート・シェルの存在があり、シェル、アップショーの全盛期はレイダースは主に左側への攻撃を多用していたが彼らが高齢化してからはローレンスとミッキー・マービンのいる右サイドへのプレーが多用されるようになった。